# 경제자유지수

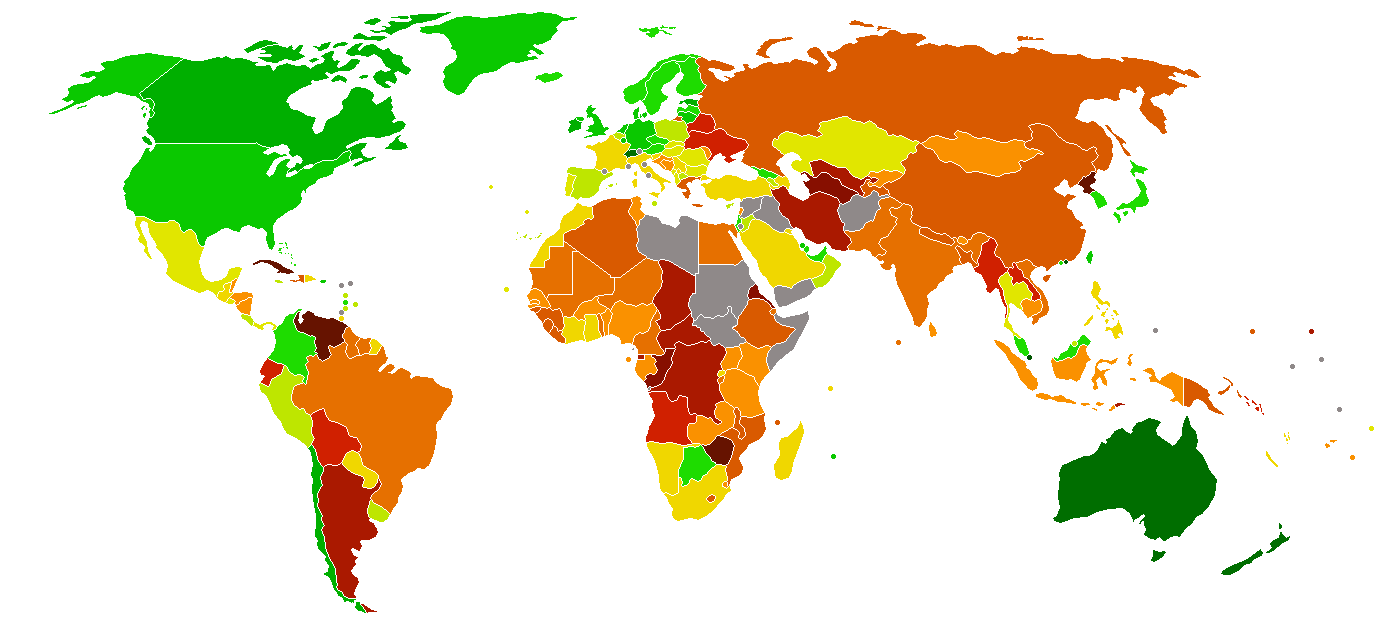
2016년 경제 자유 지수 지도

경제자유지수(Index of Economic Freedom)는 월스트리트 저널과 헤리티지 재단에서 출간하는 연례 보고서로, 각 국가들의 경제 활동의 자유도를 측정하는 지표이다. 각 국가는 'free'(자유), 'mostly free'(대체로 자유), 'moderately free'(중간 자유), 'mostly unfree'(대체로 부자유), 'repressed'(억압)으로 평가된다.

## 수치별 단계
- 80 이상 : 자유
- 70 이상 80 미만 : 대체로 자유
- 60 이상 70 미만 : 중간 자유
- 50 이상 60 미만 : 대체로 부자유
- 50 미만 : 억압

## 국가별 순위(2016년)
| 순위 | 국가                  | 수치   | 단계          |
| ---- | --------------------- | ------ | ------------- |
| 1    | 홍콩                  | 88.6   | 자유          |
| 2    | 싱가포르              | 87.8   | 자유          |
| 3    | 뉴질랜드              | 81.6   | 자유          |
| 4    | 스위스                | 81.0   | 자유          |
| 5    | 오스트레일리아        | 80.3   | 자유          |
| 6    | 캐나다                | 78.0   | 대체로 자유   |
| 7    | 칠레                  | 77.7   | 대체로 자유   |
| 8    | 아일랜드              | 77.3   | 대체로 자유   |
| 9    | 에스토니아            | 77.2   | 대체로 자유   |
| 10   | 영국                  | 76.4   | 대체로 자유   |
| 11   | 미국                  | 75.4   | 대체로 자유   |
| 12   | 덴마크                | 75.3   | 대체로 자유   |
| 13   | 리투아니아            | 75.2   | 대체로 자유   |
| 14   | 중화민국              | 74.7   | 대체로 자유   |
| 15   | 모리셔스              | 74.7   | 대체로 자유   |
| 16   | 네덜란드              | 74.6   | 대체로 자유   |
| 17   | 독일                  | 74.4   | 대체로 자유   |
| 18   | 바레인                | 74.3   | 대체로 자유   |
| 19   | 룩셈부르크            | 73.9   | 대체로 자유   |
| 20   | 아이슬란드            | 73.3   | 대체로 자유   |
| 21   | 체코                  | 73.2   | 대체로 자유   |
| 22   | 일본                  | 73.1   | 대체로 자유   |
| 23   | 조지아                | 72.6   | 대체로 자유   |
| 24   | 핀란드                | 72.6   | 대체로 자유   |
| 25   | 아랍에미리트          | 72.6   | 대체로 자유   |
| 26   | 스웨덴                | 72.0   | 대체로 자유   |
| 27   | 대한민국              | 71.7   | 대체로 자유   |
| 28   | 오스트리아            | 71.7   | 대체로 자유   |
| 29   | 말레이시아            | 71.5   | 대체로 자유   |
| 30   | 보츠와나              | 71.1   | 대체로 자유   |
| 31   | 바하마                | 70.9   | 대체로 자유   |
| 32   | 노르웨이              | 70.8   | 대체로 자유   |
| 33   | 콜롬비아              | 70.8   | 대체로 자유   |
| 34   | 카타르                | 70.7   | 대체로 자유   |
| 35   | 이스라엘              | 70.7   | 대체로 자유   |
| 36   | 라트비아              | 70.4   | 대체로 자유   |
| 37   | 마카오                | 70.1   | 대체로 자유   |
| 38   | 세인트루시아          | 70.0   | 대체로 자유   |
| 39   | 폴란드                | 69.3   | 중간 자유     |
| 40   | 세인트빈센트 그레나딘 | 68.8   | 중간 자유     |
| 41   | 우루과이              | 68.8   | 중간 자유     |
| 42   | 키프로스              | 68.7   | 중간 자유     |
| 43   | 스페인                | 68.5   | 중간 자유     |
| 44   | 벨기에                | 68.4   | 중간 자유     |
| 45   | 바베이도스            | 68.3   | 중간 자유     |
| 46   | 요르단                | 68.3   | 중간 자유     |
| 47   | 북마케도니아          | 67.5   | 중간 자유     |
| 48   | 자메이카              | 67.5   | 중간 자유     |
| 49   | 페루                  | 67.4   | 중간 자유     |
| 50   | 코스타리카            | 67.4   | 중간 자유     |
| 51   | 브루나이              | 67.3   | 중간 자유     |
| 52   | 오만                  | 67.1   | 중간 자유     |
| 53   | 도미니카 연방         | 67.0   | 중간 자유     |
| 54   | 아르메니아            | 67.0   | 중간 자유     |
| 55   | 몰타                  | 66.7   | 중간 자유     |
| 56   | 슬로바키아            | 66.6   | 중간 자유     |
| 57   | 카보베르데            | 66.5   | 중간 자유     |
| 58   | 헝가리                | 66.0   | 중간 자유     |
| 59   | 알바니아              | 65.9   | 중간 자유     |
| 60   | 불가리아              | 65.9   | 중간 자유     |
| 61   | 루마니아              | 65.6   | 중간 자유     |
| 62   | 멕시코                | 65.2   | 중간 자유     |
| 63   | 엘살바도르            | 65.1   | 중간 자유     |
| 64   | 포르투갈              | 65.1   | 중간 자유     |
| 65   | 몬테네그로            | 64.9   | 중간 자유     |
| 66   | 파나마                | 64.8   | 중간 자유     |
| 67   | 태국                  | 63.9   | 중간 자유     |
| 68   | 카자흐스탄            | 63.6   | 중간 자유     |
| 69   | 사모아                | 63.5   | 중간 자유     |
| 70   | 필리핀                | 63.1   | 중간 자유     |
| 71   | 르완다                | 63.1   | 중간 자유     |
| 72   | 가나                  | 63.0   | 중간 자유     |
| 73   | 트리니다드 토바고     | 62.9   | 중간 자유     |
| 74   | 쿠웨이트              | 62.7   | 중간 자유     |
| 75   | 프랑스                | 62.3   | 중간 자유     |
| 76   | 세이셸                | 62.2   | 중간 자유     |
| 77   | 세르비아              | 62.1   | 중간 자유     |
| 78   | 사우디아라비아        | 62.1   | 중간 자유     |
| 79   | 튀르키예              | 62.1   | 중간 자유     |
| 80   | 남아프리카 공화국     | 61.9   | 중간 자유     |
| 81   | 나미비아              | 61.9   | 중간 자유     |
| 82   | 과테말라              | 61.8   | 중간 자유     |
| 83   | 파라과이              | 61.5   | 중간 자유     |
| 84   | 코소보                | 61.4   | 중간 자유     |
| 85   | 모로코                | 61.3   | 중간 자유     |
| 86   | 이탈리아              | 61.2   | 중간 자유     |
| 87   | 마다가스카르          | 61.1   | 중간 자유     |
| 88   | 도미니카 공화국       | 61.0   | 중간 자유     |
| 89   | 바누아투              | 60.8   | 중간 자유     |
| 90   | 슬로베니아            | 60.6   | 중간 자유     |
| 91   | 아제르바이잔          | 60.2   | 중간 자유     |
| 92   | 코트디부아르          | 60.0   | 중간 자유     |
| 93   | 스리랑카              | 59.9   | 대체로 부자유 |
| 94   | 에스와티니            | 59.7   | 대체로 부자유 |
| 95   | 통가                  | 59.6   | 대체로 부자유 |
| 96   | 키르기스스탄          | 59.6   | 대체로 부자유 |
| 97   | 부탄                  | 59.5   | 대체로 부자유 |
| 98   | 레바논                | 59.5   | 대체로 부자유 |
| 99   | 인도네시아            | 59.4   | 대체로 부자유 |
| 100  | 몽골                  | 59.4   | 대체로 부자유 |
| 101  | 베냉                  | 59.3   | 대체로 부자유 |
| 102  | 우간다                | 59.3   | 대체로 부자유 |
| 103  | 크로아티아            | 59.1   | 대체로 부자유 |
| 104  | 부르키나파소          | 59.1   | 대체로 부자유 |
| 105  | 가봉                  | 59.0   | 대체로 부자유 |
| 106  | 잠비아                | 58.8   | 대체로 부자유 |
| 107  | 피지                  | 58.8   | 대체로 부자유 |
| 108  | 보스니아 헤르체고비나 | 58.6   | 대체로 부자유 |
| 109  | 니카라과              | 58.6   | 대체로 부자유 |
| 110  | 탄자니아              | 58.5   | 대체로 부자유 |
| 111  | 세네갈                | 58.1   | 대체로 부자유 |
| 112  | 캄보디아              | 57.9   | 대체로 부자유 |
| 113  | 온두라스              | 57.7   | 대체로 부자유 |
| 114  | 튀니지                | 57.6   | 대체로 부자유 |
| 115  | 케냐                  | 57.5   | 대체로 부자유 |
| 116  | 나이지리아            | 57.5   | 대체로 부자유 |
| 117  | 몰도바                | 57.4   | 대체로 부자유 |
| 118  | 벨리즈                | 57.4   | 대체로 부자유 |
| 119  | 감비아                | 57.1   | 대체로 부자유 |
| 120  | 상투메 프린시페       | 56.7   | 대체로 부자유 |
| 121  | 말리                  | 56.5   | 대체로 부자유 |
| 122  | 브라질                | 56.5   | 대체로 부자유 |
| 123  | 인도                  | 56.2   | 대체로 부자유 |
| 124  | 지부티                | 56.0   | 대체로 부자유 |
| 125  | 이집트                | 56.0   | 대체로 부자유 |
| 126  | 파키스탄              | 55.9   | 대체로 부자유 |
| 127  | 가이아나              | 55.4   | 대체로 부자유 |
| 128  | 모리타니              | 54.8   | 대체로 부자유 |
| 129  | 니제르                | 54.3   | 대체로 부자유 |
| 130  | 카메룬                | 54.2   | 대체로 부자유 |
| 131  | 베트남                | 54.0   | 대체로 부자유 |
| 132  | 몰디브                | 53.9   | 대체로 부자유 |
| 133  | 부룬디                | 53.9   | 대체로 부자유 |
| 134  | 수리남                | 53.8   | 대체로 부자유 |
| 135  | 토고                  | 53.6   | 대체로 부자유 |
| 136  | 기니                  | 53.3   | 대체로 부자유 |
| 137  | 방글라데시            | 53.3   | 대체로 부자유 |
| 138  | 그리스                | 53.2   | 대체로 부자유 |
| 139  | 모잠비크              | 53.2   | 대체로 부자유 |
| 140  | 파푸아뉴기니          | 53.2   | 대체로 부자유 |
| 141  | 코모로                | 52.4   | 대체로 부자유 |
| 142  | 시에라리온            | 52.3   | 대체로 부자유 |
| 143  | 라이베리아            | 52.2   | 대체로 부자유 |
| 144  | 중화인민공화국        | 52.0   | 대체로 부자유 |
| 145  | 기니비사우            | 51.8   | 대체로 부자유 |
| 146  | 말라위                | 51.8   | 대체로 부자유 |
| 147  | 미크로네시아 연방     | 51.8   | 대체로 부자유 |
| 148  | 에티오피아            | 51.5   | 대체로 부자유 |
| 149  | 타지키스탄            | 51.3   | 대체로 부자유 |
| 150  | 아이티                | 51.3   | 대체로 부자유 |
| 151  | 네팔                  | 50.9   | 대체로 부자유 |
| 152  | 레소토                | 50.6   | 대체로 부자유 |
| 153  | 러시아                | 50.6   | 대체로 부자유 |
| 154  | 알제리                | 50.1   | 대체로 부자유 |
| 155  | 라오스                | 50.0   | 대체로 부자유 |
| 156  | 앙골라                | 48.9   | 억압          |
| 157  | 벨라루스              | 48.8   | 억압          |
| 158  | 미얀마                | 48.7   | 억압          |
| 159  | 에콰도르              | 48.6   | 억압          |
| 160  | 볼리비아              | 47.4   | 억압          |
| 161  | 솔로몬 제도           | 47.0   | 억압          |
| 162  | 우크라이나            | 46.8   | 억압          |
| 163  | 콩고 민주 공화국      | 46.4   | 억압          |
| 164  | 차드                  | 46.3   | 억압          |
| 165  | 키리바시              | 46.2   | 억압          |
| 166  | 우즈베키스탄          | 46.0   | 억압          |
| 167  | 동티모르              | 45.8   | 억압          |
| 168  | 중앙아프리카 공화국   | 45.2   | 억압          |
| 169  | 아르헨티나            | 43.8   | 억압          |
| 170  | 적도 기니             | 43.7   | 억압          |
| 171  | 이란                  | 43.5   | 억압          |
| 172  | 콩고 공화국           | 42.8   | 억압          |
| 173  | 에리트레아            | 42.7   | 억압          |
| 174  | 투르크메니스탄        | 41.9   | 억압          |
| 175  | 짐바브웨              | 38.2   | 억압          |
| 176  | 베네수엘라            | 33.7   | 억압          |
| 177  | 쿠바                  | 29.8   | 억압          |
| ?    | 아프가니스탄          | 미조사 | 미조사        |
| ?    | 이라크                | 미조사 | 미조사        |
| ?    | 리비아                | 미조사 | 미조사        |
| ?    | 리히텐슈타인          | 미조사 | 미조사        |
| ?    | 소말리아              | 미조사 | 미조사        |
| ?    | 수단                  | 미조사 | 미조사        |
| ?    | 시리아                | 미조사 | 미조사        |
| ?    | 예멘                  | 미조사 | 미조사        |

## 같이 보기
- 부패 인식 지수
- 기업환경평가
- 국민총행복지수
- 자유지수